# Cavagno
Il cavagno è un contenitore a pianta subcircolare o ellittica senza distinzione tra pareti e fondo, con un manico semicircolare centrale ed esterno, utilizzato pe la raccolta e la conservazione dei prodotti ortofrutticoli, frutti di bosco, funghi e, in casa, per sgusciare legumi, contenere panni da bucato e piccoli oggetti per il cucito. In genere è privo di coperchio; quando il coperchio è presente è doppio, a ribalta, apribile verso l'esterno. L'intrecciatura è a graticcio.
Il cavagno è comune in tutta la Carnia, nell'alto Friuli occidentale e con varianti nelle valli del Natisone nel Friuli orientale.